# Gearbox Software
Gearbox Software est un studio américain de développement de jeux vidéo fondé en 1999 et localisé à Frisco près de Dallas. La société est notamment connue pour avoir développé plusieurs opus de la série Brothers in Arms et être à l'origine de la populaire série de jeu Borderlands. 

## Historique
De 1999 à 2004, Gearbox travaille en colaboration avec Valve, développent notamment les extensions Half-Life: Opposing Force (1999), Counter-Strike (2000), Half-Life: Blue Shift (2001) et Counter-Strike: Condition Zero (2004). Ils créeront également le port de Half-Life pour PlayStation 2 en 2001.
Le 2 février 2010, Gearbox Software et 3D Realms ont signé un accord pour la cession de la licence Duke Nukem par lequel le dernier a transféré au premier la quasi-intégralité des droits de propriété intellectuelle relatifs à la licence. Cet accord a permis à Gearbox de sortir Duke Nukem Forever le 10 juin 2011, après plus de douze ans de développement.
Le 15 avril 2013, Gearbox a dû débourser la somme de 1,35 million de dollars (environ 1 million d'euros) pour obtenir la licence Homeworld (contenant Homeworld et Homeworld 2).
En juin 2013, 3D Realms a attaqué Gearbox en justice pour des royalties impayées consécutivement à la sortie de Duke Nukem Forever, avant d'abandonner les poursuites en septembre 2013, Scott Miller expliquant alors qu'il s'agissait d'un malentendu.
Le 21 février 2014, Gearbox Software a porté plainte contre 3D Realms, Apogee et Interceptor Entertainment pour une violation de copyright de l'accord conclu en février 2010 pour la cession des droits de la licence Duke Nukem.
Lors de la PAX West 2019, Gearbox a annoncé l'édition de Homeworld 3 pour 2022, lequel sera développé par Blackbird Interactive.
En avril 2020, Randy Pitchford a annoncé aux employés Gearbox que les bonus consentis pour leur travail sur Borderlands 3 — en échange d'une paie inférieure à ce qui se fait dans sur le marché — allaient être diminués drastiquement de manière rétroactive, invitant les mécontents à aller voir ailleurs si cela ne leur convenait pas. Le geste a attiré la critique considérant le bonus de 12 millions que Pitchford s'est alloué à lui-même en 2016 au début du développement de Borderlands 3.
Le 3 février 2021, Embracer Group, maison mère de THQ Nordic, rachète Gearbox Entertainment (le groupe comprenant Gearbox Software et Gearbox Publishing) pour 1,3 millards de dollars.
Le 7 octobre 2021, Gearbox Software annonce que son directeur technique, Steve Jones, prend la direction du studio. Son cofondateur et ancien directeur, Randy Pitchford, devient alors président-directeur général de Gearbox Entertainment, la maison-mère du studio.
Le 17 novembre 2022, Hopoo Games annonce l'achat de la licence Risk of Rain par Gearbox Entertainment. Le futur jeu sera donc créé et édité par Gearbox.
En septembre 2023, le groupe Embracer dévoile chercher à vendre Gearbox, seulement deux ans après son achat. En mars 2024, Take-Two annonce l'acquisition de Gearbox à Embracer pour 440 millions de dollars.

## Jeux développés
- 1999 : Half-Life: Opposing Force ; extension pour Half-Life (PC) .
- Half-Life (Dreamcast, abandonné).
- 2000 : Counter-Strike, version corrigée ; codéveloppé avec Valve Software (PC)
- 2001 : Half-Life: Blue Shift ; extension pour Half-Life incluant le Half-Life High Definition Pack (PC).
- 2001 : Half-Life (PlayStation 2).
- 2002 : Tony Hawk's Pro Skater 3 (PC).
- 2002 : 007: Nightfire (PC).
- 2003 : Halo: Combat Evolved ; codéveloppé avec Bungie (PC, Mac).
- 2004 : Counter-Strike: Condition Zero ; codéveloppé avec Ritual Entertainment et Valve Software (PC).
- 2004 : Halo: Custom Edition ; extension pour Halo: Combat Evolved (PC).
- 2005 : Brothers in Arms: Road to Hill 30 (PC, Xbox, PlayStation 2).
- 2005 : Brothers in Arms: Earned in Blood (PC, Xbox, PlayStation 2).
- 2006 : Brothers in Arms: D-Day (PlayStation Portable).
- 2008 : Brothers in Arms: Hell's Highway (PC, Microsoft Xbox 360, PlayStation 3).
- 2009 : Borderlands (PC, Xbox 360, PlayStation 3)
- 2011 : Aliens : Infestation (Nintendo DS)
- 2011 : Duke Nukem Forever (PC, Xbox 360, PlayStation 3)
- 2012 : Borderlands 2 (PC, Xbox 360, PlayStation 3)
- 2013 : Aliens: Colonial Marines (PC, Xbox 360, PlayStation 3, Wii U)
- 2014 : Borderlands: The Pre-Sequel! (PC, Xbox 360, PlayStation 3)
- 2015 : Borderlands: The Handsome Collection (PC, Xbox One, PlayStation 4)
- 2015 : Homeworld Remastered Collection (PC)
- 2016 : Battleborn (PC, Xbox One, PlayStation 4)[15]
- 2016 : Duke Nukem 3D: 20th Anniversary World Tour (PC, PlayStation 4, Xbox One)[16]
- 2019 : Borderlands 3 (PC, PlayStation 4, Xbox One)[17]
- Annulé : Brothers in Arms: Furious 4 (PC, Xbox 360, PlayStation 3)[18]
- 2022 : Tiny Tina's Wonderlands (PC, PlayStation 4, PlayStation 5, Xbox One, Xbox Series)[18]
- 2022 : New Tales from the Borderlands (PC, PlayStation 4, PlayStation 5, Xbox One, Xbox Series, Nintendo Switch)
- 2025 : Borderlands 4 (PC, PlayStation 5, Xbox Series)

## Jeux édités
- 2018 : We Happy Few (PC, Xbox One, Playstation 4)
- 2019 : Risk of Rain 2 (PC, Nintendo Switch)[19]
- 2020 : Godfall (PC, PlayStation 5)
- 2021 : Tribes of Midgard (PC, PlayStation 5)
- 2022 : Homeworld 3
- 2023 : Have a Nice Death
- 2023 : Remnant 2